# André Duval
André Duval is een Belgisch voormalig boogschutter.

## Levensloop
Duval behaalde met het Belgisch team brons op de wereldkampioenschappen van 1953 (samen met Oscar Kessels en Edgard Lienard) en wereldkampioenschappen van 1955 (samen met Jean Van den Bosch en Paul Prieels).